# Mme. Boll
Die Portland-Rose Mme. Boll – Synonym: Madame Boll – wurde 1843 in New York von dem Rosenkultivateur Daniel Boll, einem ausgewanderten Schweizer, gezüchtet und nach seiner Frau benannt. 1859 wurde die Sorte durch den Franzosen Boyau aus Angers in Europa in den Handel gebracht.

## Sorteneigenschaften
Die Rosensorte Mme. Boll hat einen aufrechten und kompakten Wuchs. Sie kann Wuchshöhen von 150 Zentimetern und einen Durchmesser von 100 Zentimetern erreichen.
Die Blütezeit der öfterblühenden Rosensorte Mme. Boll reicht von Juni bis Oktober. Die Blüten weisen einen intensiven Duft auf. Die rosafarbenen Blütenkronen sind stark gefüllt und können einen Durchmesser von bis zu 10 Zentimetern erreichen.

## Standort
Der Standort sollte sonnig  bis halbschattig sein. Sie bevorzugt nährstoffreiche, tiefgründige und gut drainierte Böden.